# Irisbus Cristalis
El Irisbus Cristalis es un trolebús fabricado por Irisbus (Iveco y Renault) y equipado con un sistema de propulsión eléctrico de Alstom. El Cristalis se comercializó entre 2002 y 2011, período en el que se vendieron 175 vehículos.
El Cristalis está disponible en dos versiones de 12 y 18 metros de longitud, denominadas ETB (Trolebús Eléctrico) 12 y ETB 18, respectivamente. Estas dos versiones están disponibles según su motorización, como se indica a continuación:
- ETB 12: Trolebús de 12 metros (estándar, con postes; gama de motores de 88 CV): Lyon (69 unidades), Saint-Étienne (11 unidades) y Limoges (27 unidades).
- ETB 18: Trolebús de 18 metros (articulado, con postes; gama de motores de 88 CV): Lyon (55 unidades) y Milán (10 unidades).
- Bimodal de 12 m (estándar, con postes y motor Euro 3 de 300 CV)
- Bimodal de 18 m (articulado, con postes y motor Euro 3 de 300 CV)

- Ignición de 18 m (articulado, sin postes, con motor Euro 3 de 300 CV)

## Historia

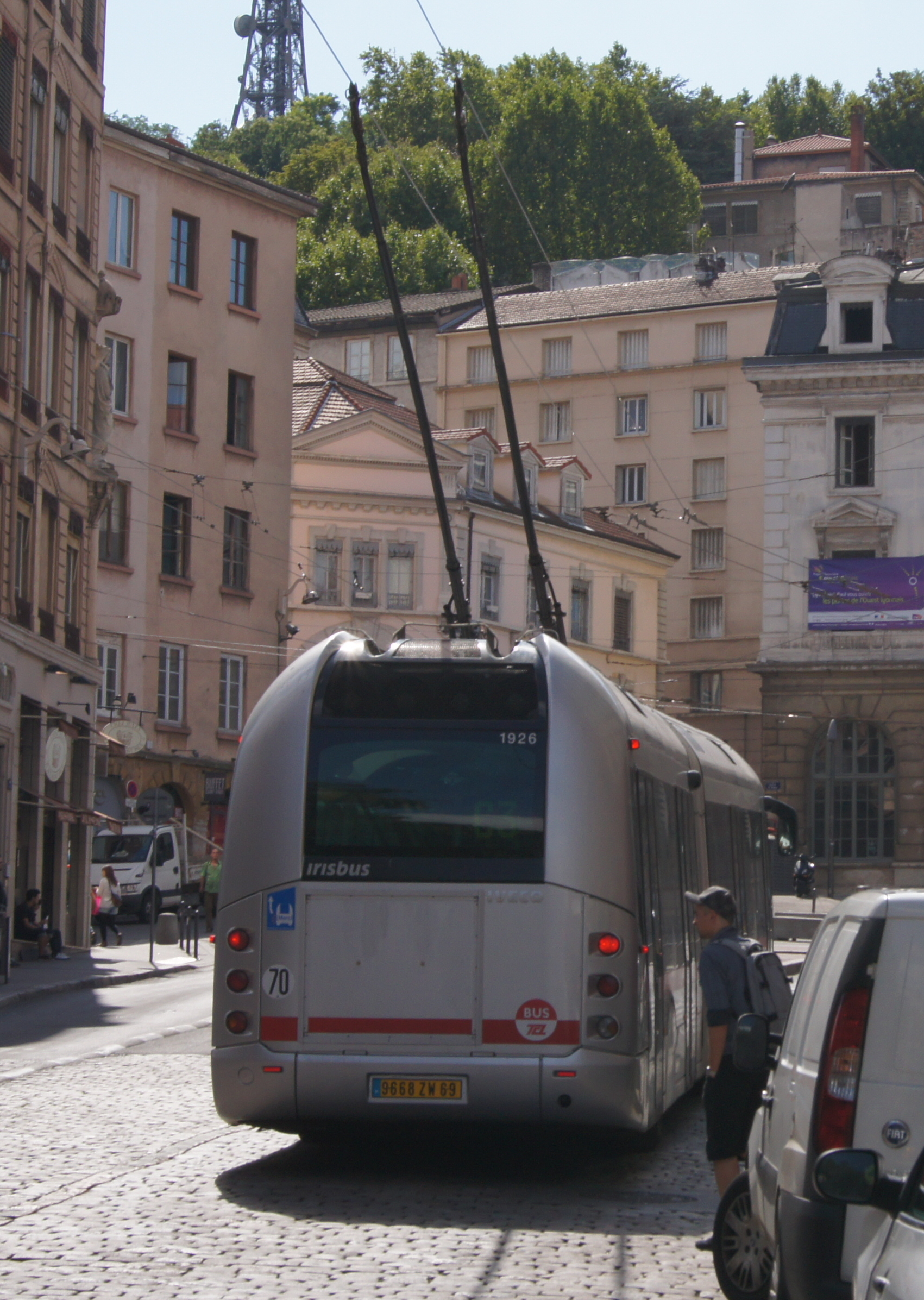
Línea ETB 18 llegando a su terminal en Saint-Paul (línea C3 - Lyon)

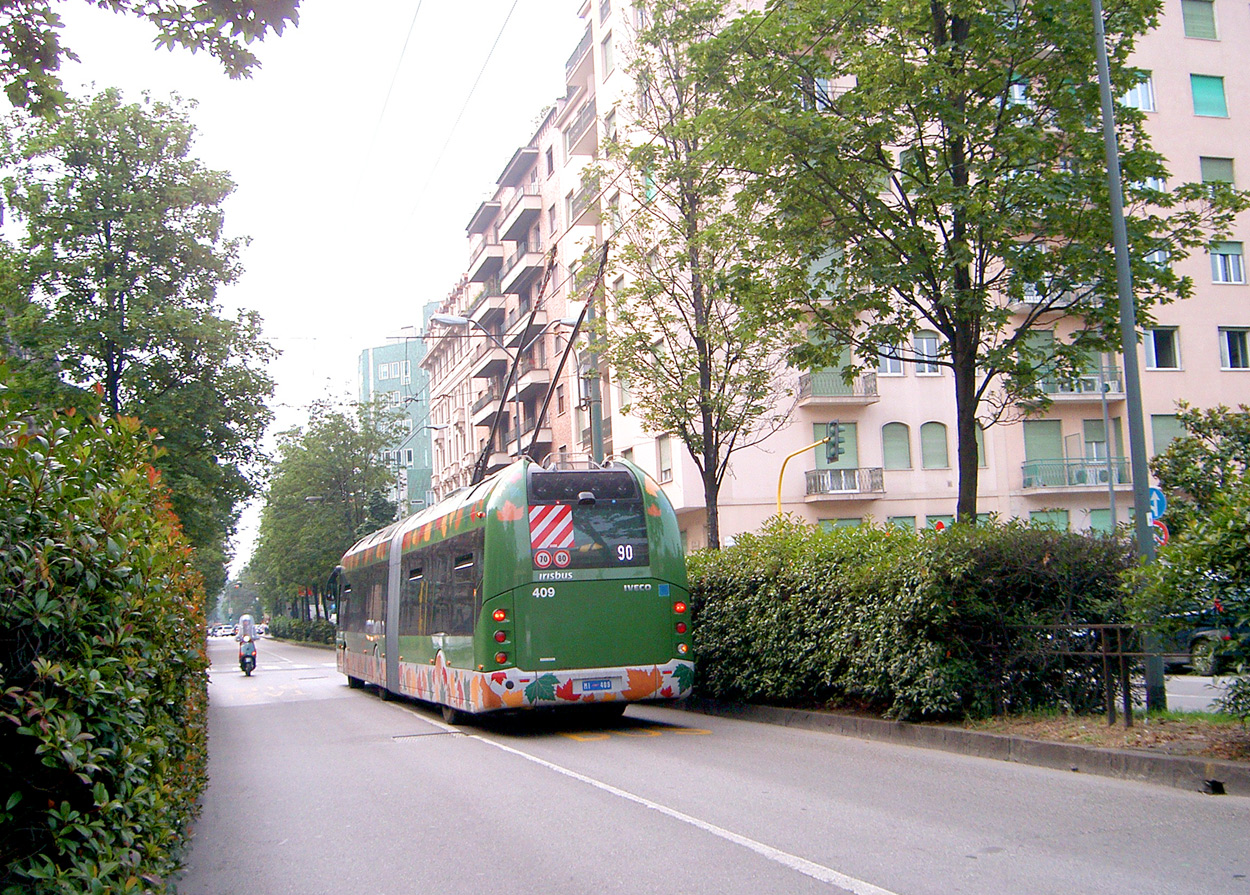
ETB 18 desde Milán (Italia)

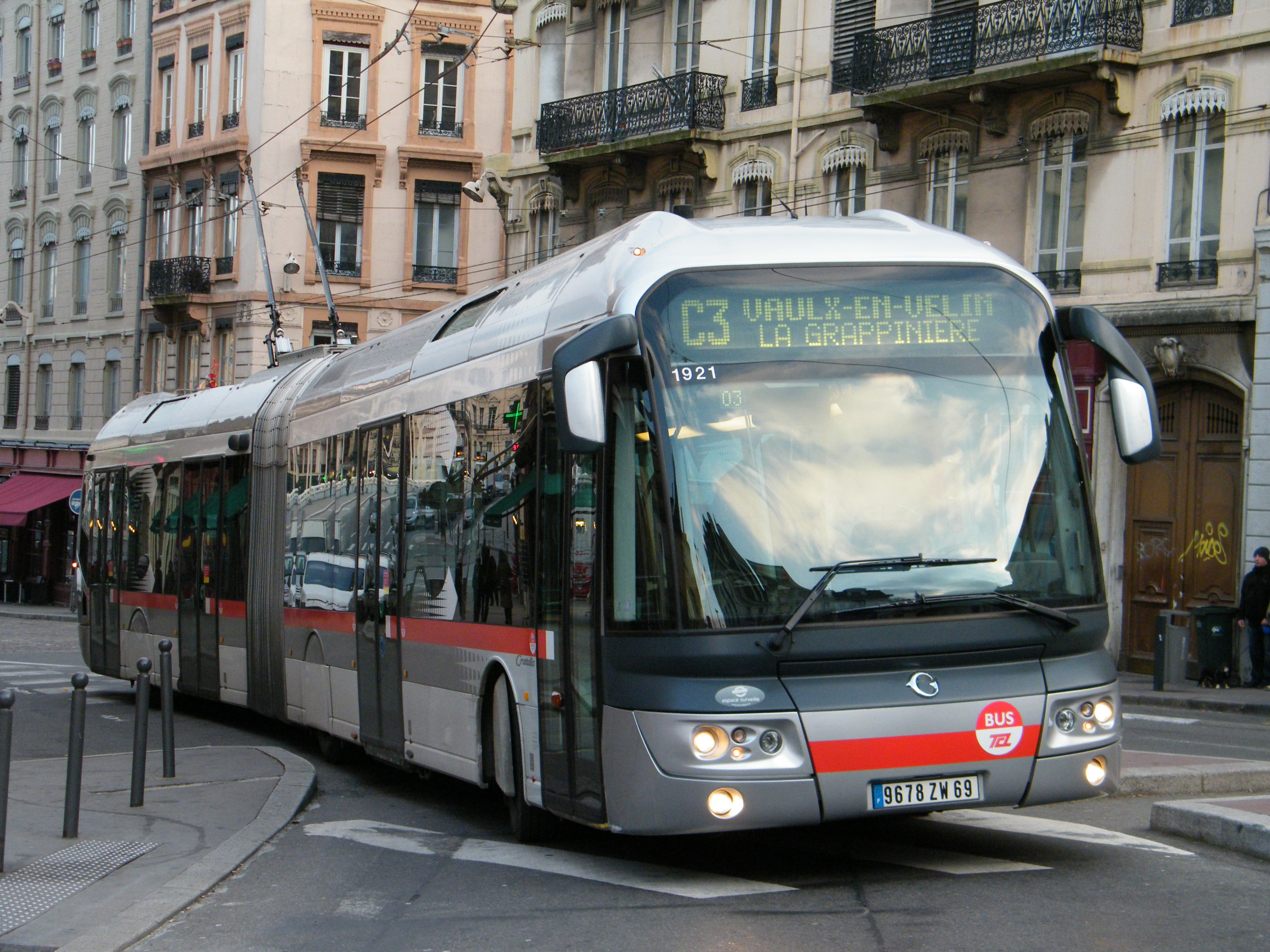
Línea C3 de la red de Lyon en su terminal

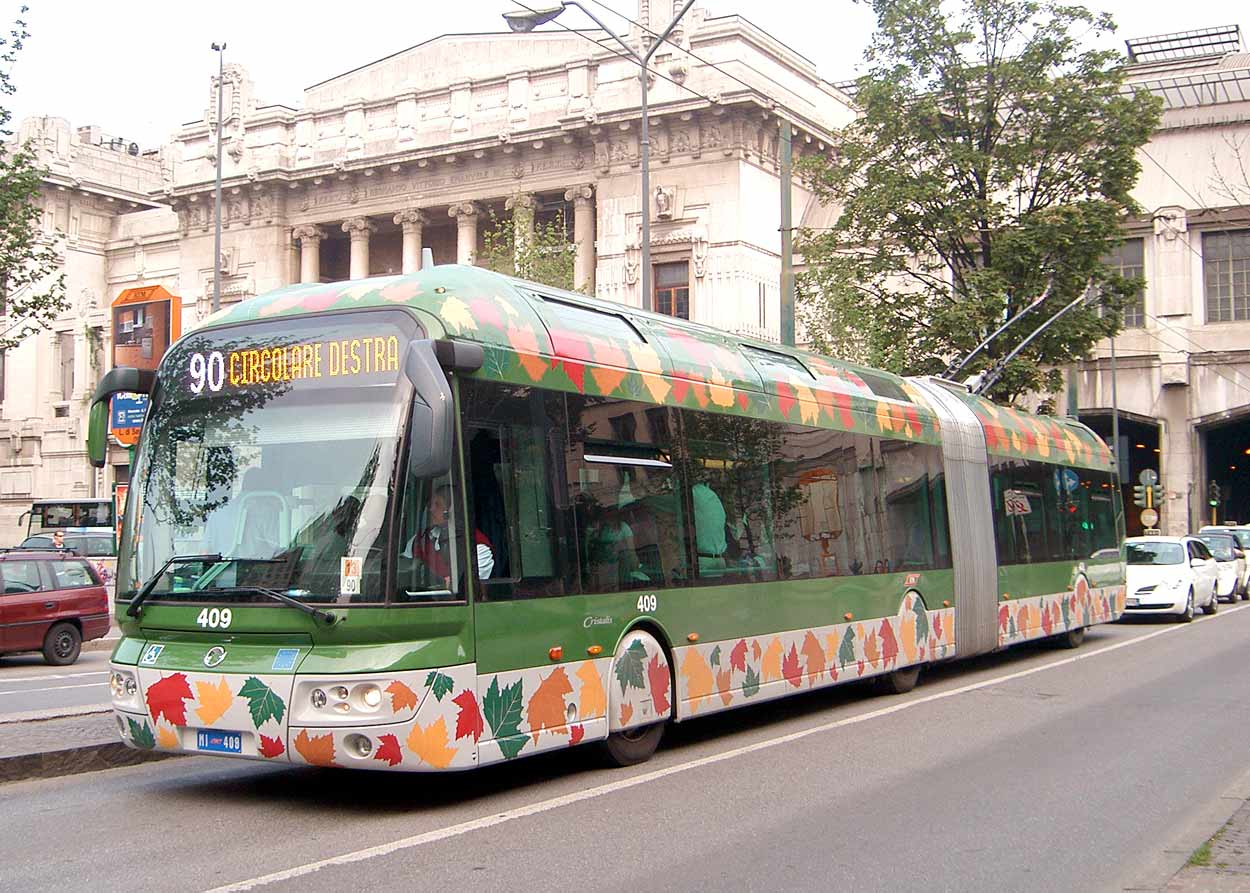
Cristalis en Milán, Italia.

El Cristalis se lanzaría en versión trolebús para sustituir a los antiguos Renault ER 100 que equipaban las ciudades francesas, y una versión diésel-eléctrica, equipada con el sistema de guiado del Irisbus Civis, competiría con los tranvías.
Desafortunadamente, el sistema diésel-eléctrico no logró competir con un sistema de tracción mecánica en términos de eficiencia. El sistema Civis se instaló en los autobuses Agora y posteriormente en los autobuses Citelis, y el Cristalis se comercializó exclusivamente como trolebús.
Se introdujo en el año 2000. El segundo de los tres prototipos, construido para el sistema de trolebuses de Lyon, se presentó al público en Lyon en diciembre de 2000. Los primeros vehículos de este tipo entraron en servicio en Lyon en enero de 2002. Posteriormente, los trolebuses Cristalis fueron adquiridos por el sistema de trolebuses de Limoges y el sistema de trolebuses de Saint-Étienne, así como por el sistema de trolebuses de Milán, en Italia. Para todas las unidades construidas, el equipo eléctrico fue proporcionado por Alstom. Era radicalmente diferente de los trolebuses franceses anteriores, ya que utilizaba motores en los cubos de las ruedas para permitir un piso bajo sin obstrucciones. El trabajo de diseño inicial estuvo a cargo de Renault, antes de la formación de Irisbus. Quince también fueron pedidos por el sistema de trolebuses de Grenoble en 1999 (antes de que la producción en serie del Cristalis hubiera comenzado), pero ese pedido fue cancelado en 2002, poco antes de que los funcionarios del sistema de transporte de esa ciudad decidieran cerrar el sistema de trolebuses.
La producción finalizó en 2010.
Se ofreció en dos versiones:
- ETB12: trolebús de dos ejes de 12 metros (39,4 pies)
- ETB18: autobús articulado de 18 metros (59,1 pies)

En 2016, el número total de unidades en servicio era de 180, concretamente 95 ETB12 y 85 ETB18.

## Características
Se trata de un moderno trolebús con volante a la izquierda, piso completamente bajo y espacio reservado para pasajeros con discapacidad. Una cámara permite la marcha atrás y el control automático de los postes eléctricos (esta cámara no está presente en los modelos en servicio en Milán). El Cristalis no cuenta con el sistema tradicional de cuerdas para accionar los postes. En caso de descarrilamiento, los postes en servicio en Italia se reposicionan para contactar con la red eléctrica mediante un poste telescópico de fibra de vidrio. En Francia, sin embargo, se reposicionan automáticamente a la red eléctrica pulsando un botón a bordo, ya que unas varillas metálicas, dispuestas regularmente a lo largo de las líneas eléctricas, conectan los postes al sistema de dos cables. De cuidadosa fabricación, el vehículo cuenta con tapacubos y puertas correderas (incluida la delantera, aunque de menor anchura). El vehículo se propulsa mediante motores eléctricos, ubicados en los cubos de las ruedas, conectados a los ejes segundo y tercero. Los neumáticos de estas ruedas tienen una sección transversal mayor, lo que permite el uso de ruedas simples en lugar de gemelas, lo que ofrece la ventaja de crear un pasillo más amplio dentro del habitáculo.
La versión de 18 metros tiene capacidad para 140 pasajeros, incluyendo 30 sentados, 109 de pie y un usuario de silla de ruedas.
Diseñado exclusivamente para uso urbano, está disponible en el mercado como trolebús simple (12 metros, 3 puertas, 2 ejes) y como trolebús articulado (18 metros, 4 puertas, 3 ejes).

### Dimensiones[11]
| Modeo  | Longitud | Anchura | Altura | Peso vacío |
| ------ | -------- | ------- | ------ | ---------- |
| ETB 12 | 12 m     | 2,55 m  | 3,40 m | 13,4 t     |
| ETB 18 | 18 m     | 2,55 m  | 3,40 m | 19,1 t     |

### Motorización
El Cristalis se distingue de los trolebuses convencionales por su sistema de propulsión eléctrico. Un motor eléctrico de rueda se instala en las ruedas traseras, alimentado por una caja de trole que capta la corriente de la catenaria, y como respaldo, por un generador situado en la parte trasera del autobús, alimentado por un motor diésel. Este sistema permite despejar completamente el piso bajo del autobús y permitir el paso de una silla de ruedas entre los pasos de rueda traseros.

#### Problema de seguridad eléctrica
Hay tres maneras de garantizar la seguridad personal con equipos eléctricos:
- Conectar el chasis a tierra con un cable de tierra al utilizar un sistema neutro TT (como lavadoras);
- Doble aislamiento con dos barreras de aislamiento (p. ej., taladros y procesadores de alimentos);
- Aislamiento galvánico con un transformador (p. ej., enchufes de afeitadoras en baños);

En un tranvía, las ruedas de hierro garantizan el contacto del chasis con el suelo, actuando como cable de tierra. Por el contrario, los neumáticos de los carros proporcionan un excelente aislamiento, y históricamente se ha utilizado el doble aislamiento.
Implementar el doble aislamiento en un carro es complejo. Todos los componentes eléctricos deben estar aislados de la carrocería, incluyendo la colocación del aislamiento entre el rotor del motor de tracción y el eje de transmisión.
Lo que es complejo en un carro convencional se vuelve casi imposible con motores de rueda ultracompactos.
La solución original adoptada para el Cristalis consistió en concentrar todas las restricciones en la "caja del carro", que contiene un transformador que proporciona aislamiento galvánico entre la catenaria y el vehículo.

#### Los postes
Los postes captan la corriente de las líneas aéreas de contacto. Dependiendo de la red, la tensión oscila entre 600 y 750 V CC.
Los postes se controlan mediante gatos, y su elevación y descenso se controlan desde el tablero de instrumentos a través de la caja del carro. El descenso se puede controlar desde cualquier lugar. Para subir los postes, el conductor debe colocarse bajo un "embudo": estas placas en forma de W invertida, instaladas estratégicamente en la red, guían los postes para que las guías se ubiquen con precisión en las líneas aéreas de contacto.

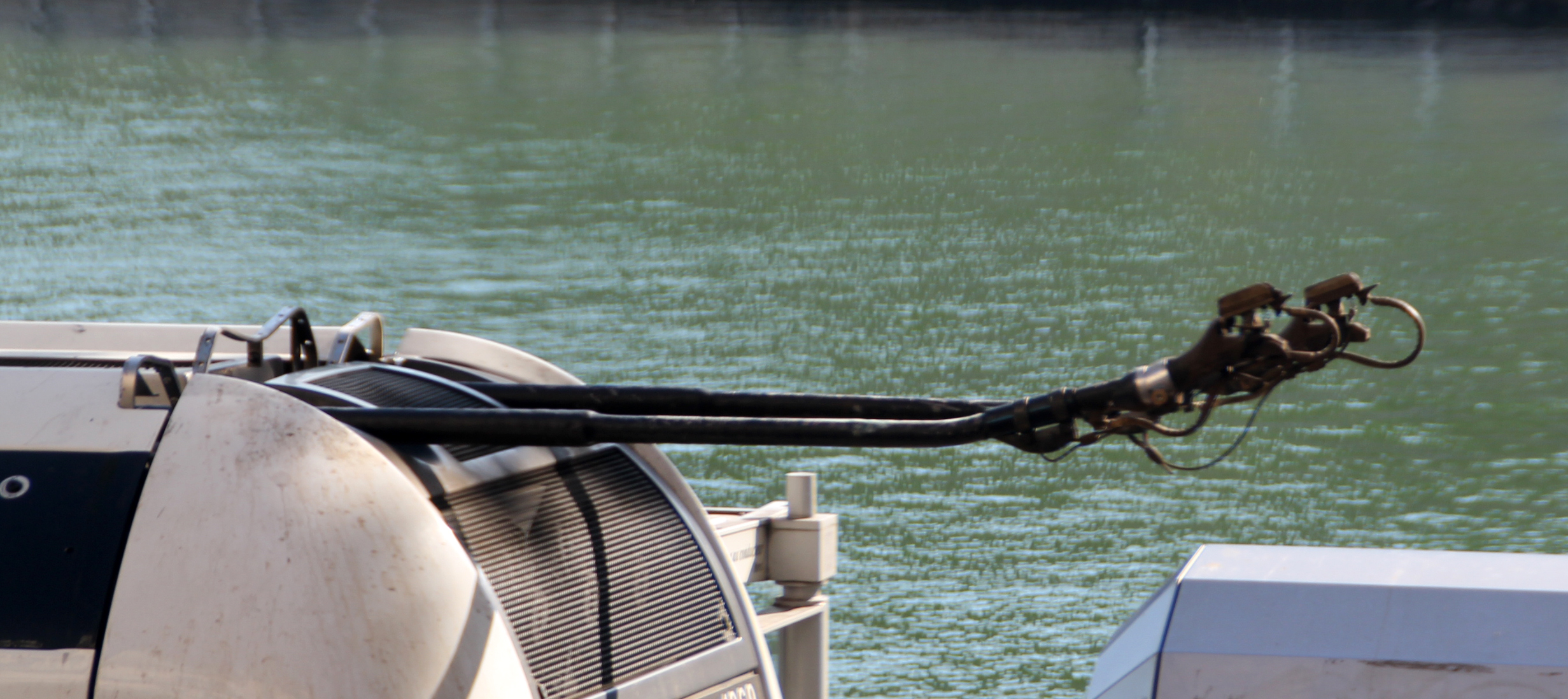
Perchas del Cristalis

#### Le coffre trolley
Esta es una de las principales innovaciones del Cristalis. Este cofre de techo, completamente aislado de la carrocería, se compone de un contactor en la entrada, un conjunto de diodos que permite utilizar las líneas de contacto en sentido contrario y un tiristor que permite derivar los diodos para recuperar energía.

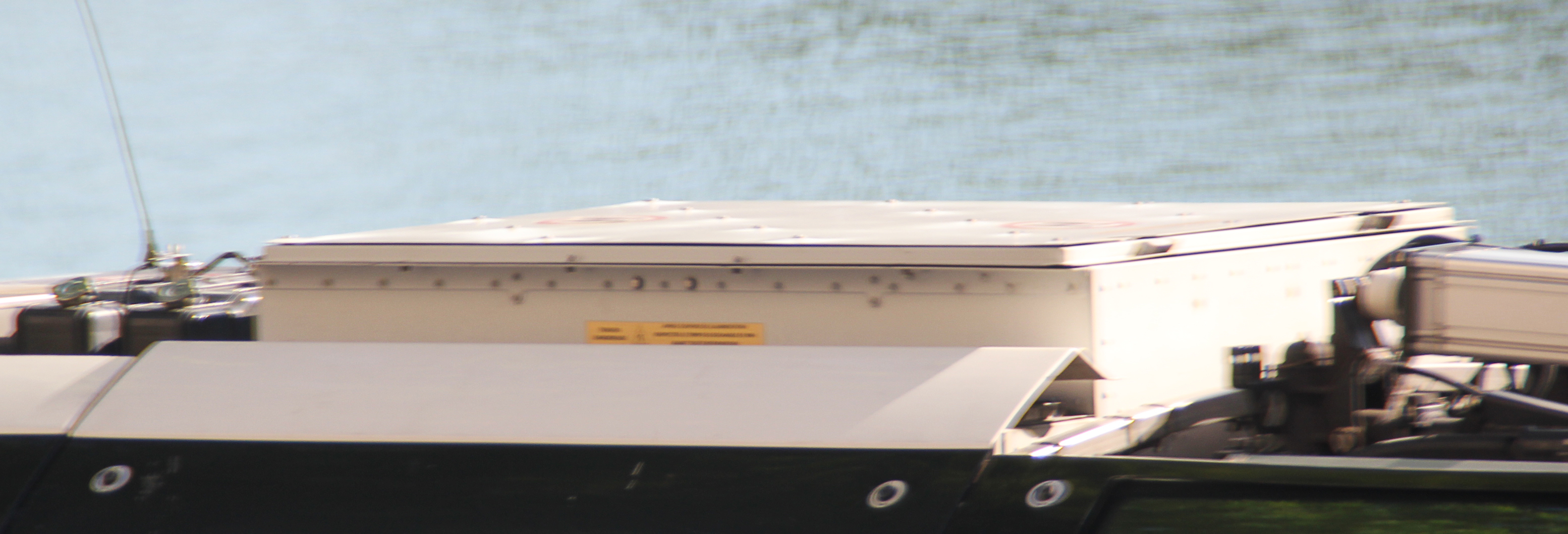
Baúl con ruedas en un Cristalis ETB12

En el lado de AT, hay un inversor de 700 V y, en el lado de BT, un inversor de 350 V. Ambos inversores están conectados mediante un transformador de 700 V/350 V, que proporciona reducción de tensión y aislamiento galvánico.
En modo de tracción, el inversor de AT funciona como un inversor monofásico, el transformador reduce la tensión y el inversor de BT funciona como un rectificador para proporcionar los 350 V CC que requieren los inversores de tracción.
Durante el frenado, se invierten los roles y la corriente de 700 V CC se devuelve a las líneas de contacto. La simplicidad del sistema solo es comparable a la complejidad de los algoritmos que sincronizan los dos inversores en todos los modos de funcionamiento.
El armario recibe sus comandos a través de una red CAN.
La potencia nominal del armario es de 225 kW. Los inversores se refrigeran mediante un circuito de agua específico integrado en el armario.

#### Inversores de tracción
Los inversores de tracción convierten 350 V CC en CA trifásica, con una tensión que varía entre 0 y 350 V y una frecuencia entre -450 y +450 Hz, para accionar el motor de tracción según la consigna transmitida a través de una red CAN.
El diseño ultracompacto del inversor permite su integración en la parte inferior del Cristalis. La refrigeración se realiza mediante el circuito de agua del motor eléctrico.
Los algoritmos de control son extremadamente sofisticados, lo que les permite controlar a la perfección el motor asíncrono, que es inherentemente inestable, tanto a velocidades muy altas como a velocidad cero con par nominal.
Las funciones antideslizamiento y antiderrape adaptan instantáneamente el par de las ruedas a las condiciones de agarre. Estas características confieren al Cristalis una tracción excepcional.

#### Motores de tracción
La dificultad de instalar un motor de tracción de 80 kW en el buje de la rueda requirió el diseño de un motor ultracompacto, refrigerado por agua y que funcionara a muy alta velocidad (9000 rpm). Se trata de un motor asíncrono trifásico, elegido por su excelente relación potencia-peso. Este motor está acoplado a un reductor sobre el que se fija la llanta. Para lograr el conjunto más compacto posible, Michelin desarrolló un neumático más ancho que sustituye a los neumáticos gemelos convencionales. Un freno en baño de aceite completa el conjunto. El ruido del reductor de engranajes rectos de alta velocidad es la principal fuente de ruido en el Cristalis.

#### El generador auxiliar
Para operar en vías sin catenaria, se dispone de dos generadores de 350 V CC. El primero, un generador de 65 kW impulsado por un motor diésel, proporciona un rendimiento completo hasta aproximadamente 20 km/h; por encima de esta velocidad, el rendimiento del vehículo se ve afectado.
Solo es apto para operaciones ocasionales sin catenaria.
El otro generador de 225 kW proporciona un rendimiento completo en todos los casos. Permite operar el Cristalis en vías con catenaria solo parcialmente equipada o en vías sin electrificar, como el Civis en Las Vegas.

#### Enfriamiento
Dado que los componentes principales del sistema de propulsión se refrigeran por agua, los radiadores están instalados en el techo y un grupo de ventiladores claramente visible en la parte trasera mantiene la temperatura del agua entre 20 y 40 °C.
Cabe destacar que el ETB 18, con sus dos ejes motrices, es más maniobrable que los autobuses articulados convencionales, que solo tienen un eje motriz trasero.

### Frenado
Al frenar, al iniciar el pedaleo, el vehículo frena exclusivamente mediante los motores eléctricos, que funcionan como generadores. La corriente producida se devuelve, si es posible, a las líneas de contacto a través de la caja del carro. De lo contrario, un módulo chopper la dirige a una serie de resistencias en el techo que disipan la energía de frenado.

### El convertidor estático
Para suministrar alimentación de 24 V a la parte convencional del vehículo (puerta, iluminación, etc.), un convertidor permite bajar la tensión de 350 a 24 V.

### Desarrollo

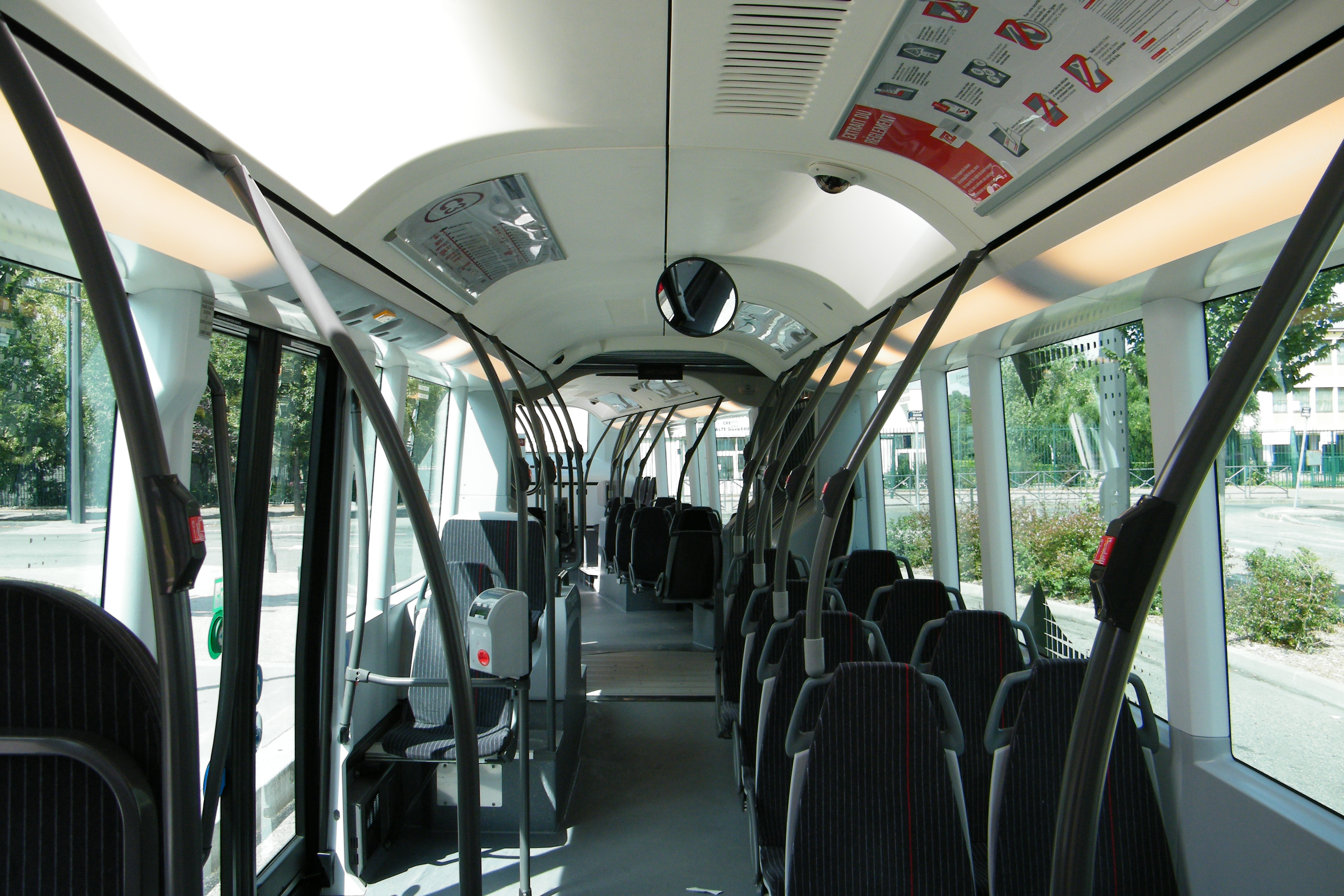
Vista frontal de un ETB18.
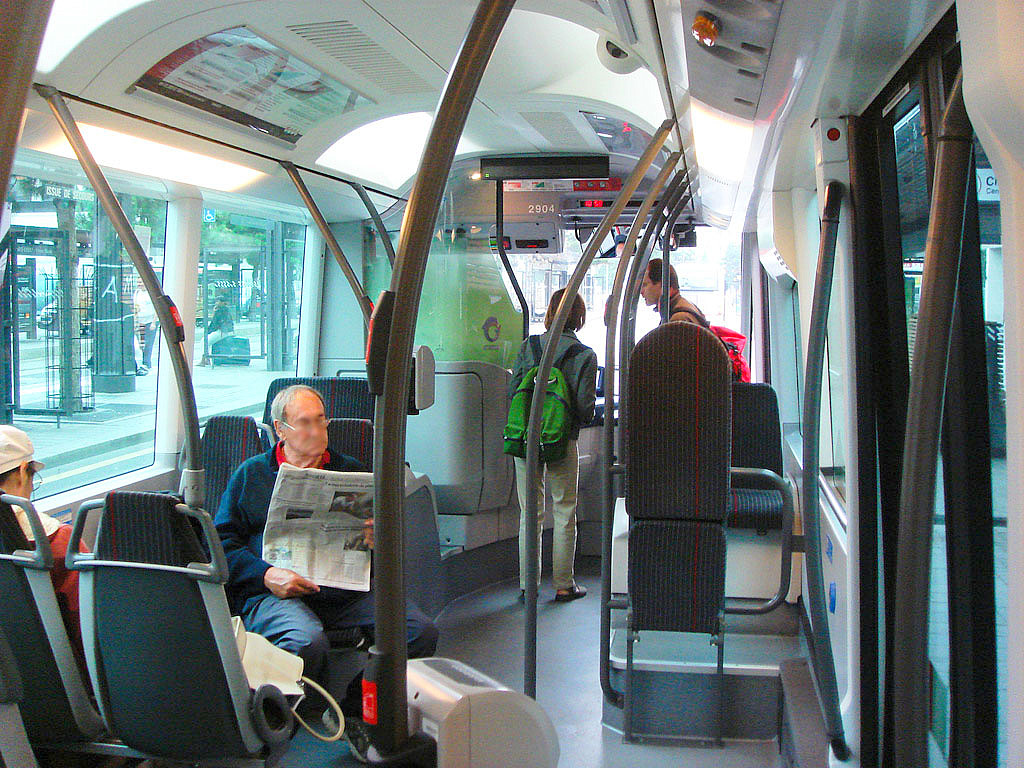
Ídem.
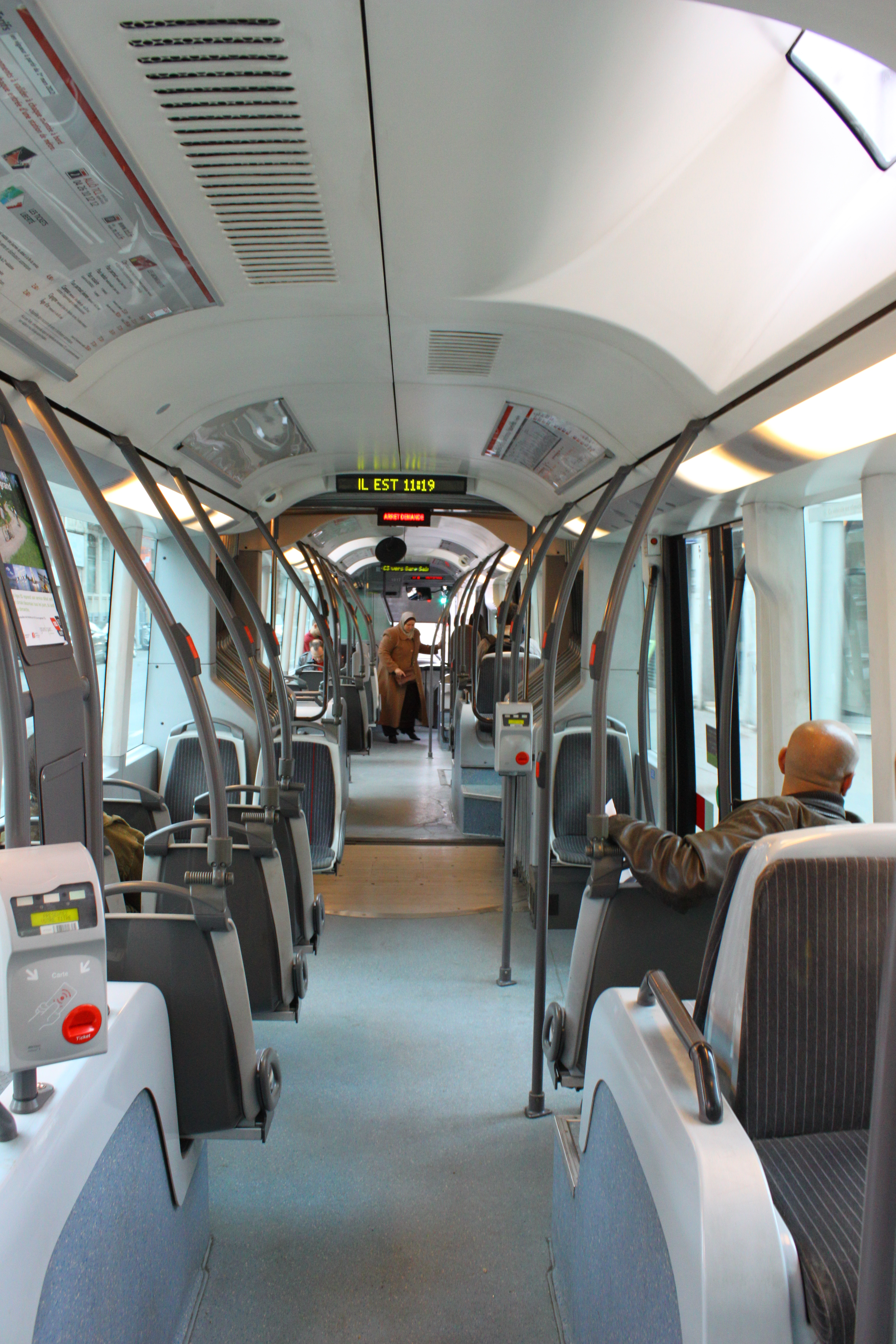
Vista trasera de un ETB18.
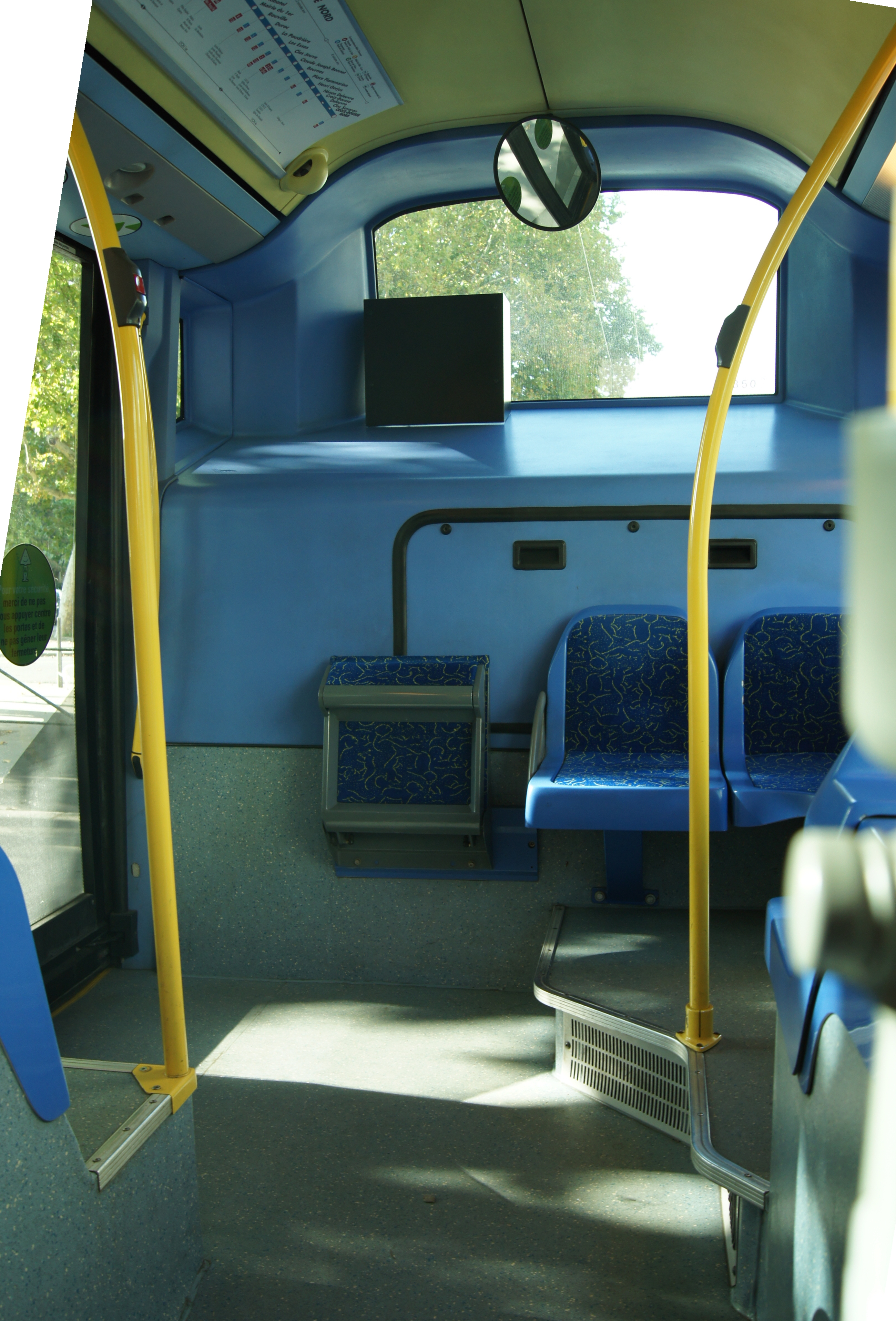
Ídem.

## Producción
| Ilustración | Red                  | Modelo | Número | Números                   | Puesta en servicio          | Retiro | Asignación |
| ----------- | -------------------- | ------ | ------ | ------------------------- | --------------------------- | --- | --- |
|             | Limoges - STCLM      | ETB12  | 27     | 101 y 127                 | 2006−2007 y 2009, 2011      | | Líneas 1, 2, 3, 4 y 5. Nota: La línea 4 opera conjuntamente con los trenes Hess Swisstrolley 4.                     |
|             | Lyon - TCL           | ETB12  | 69     | 1801 y 1869               | 2001-2004                   | parcialmente reformado en 2021 y luego completamente reformado en 2024·.                                                                                   | Retirada del servicio comercial el 20 de octubre de 2024. Línea anterior C4, C11, C13, C14, C18, antes C4, ahora C5 |
|             | Lyon - TCL           | ETB18  | 55     | 1901 a 1927 y 2901 a 2928 | 2002-2004, 2006-2007 y 2010 | 1901, 1903, 1905 a 1907, 1910 y 1918, 1920, 1921, 1926 reformado en 2024·. Serie 19XX completamente reformada en 2025.                                     | Líneas: C, C1, C2                                                                                                   |
|             | Saint-Étienne - STAS | ETB12  | 11     | 111 a 121                 | 2004                        | 2021 | Anteriormente en la línea M3 (acoplada con autobuses).                                                              |
|             | Milán - ATM          | ETB18  | 10     | 400 a 409                 | 2005-2007                   | Las unidades 400, 403, 404 y 408 se retiraron en 2022. Las unidades 401, 402, 405 y 409 se retiraron en 2023. Las unidades 406 y 407 se retiraron en 2024. | Anteriormente en las líneas 90/91 y 92 Línea 93 en 2024                                                             |

## Difusión
Está presente en Italia (Milán: 18 metros) y Francia (Lyon: 12 y 18 metros; Limoges: 12 metros; Saint-Étienne: 12 metros).

## Galería

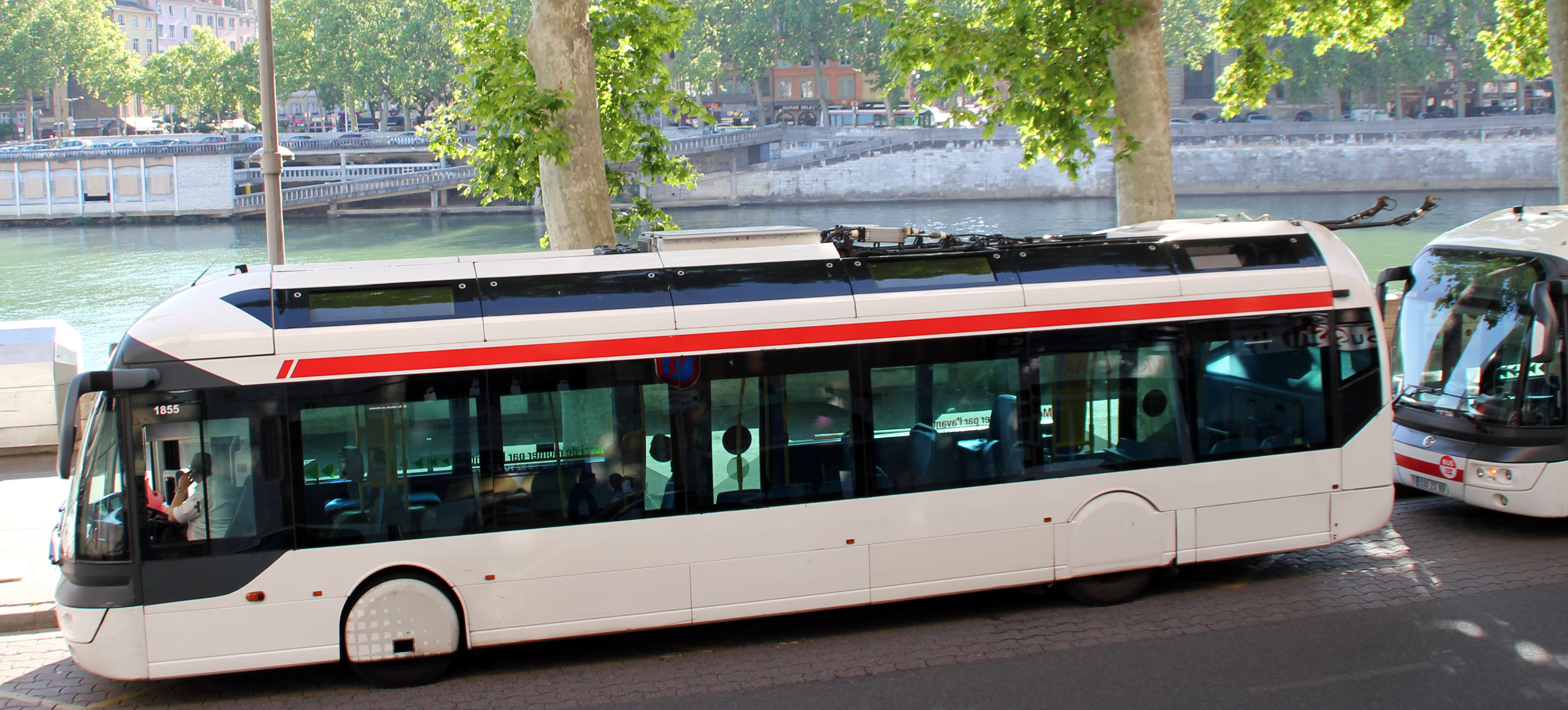
Cristalis ETB 12 de la línea de trolebuses C14 de Lyon
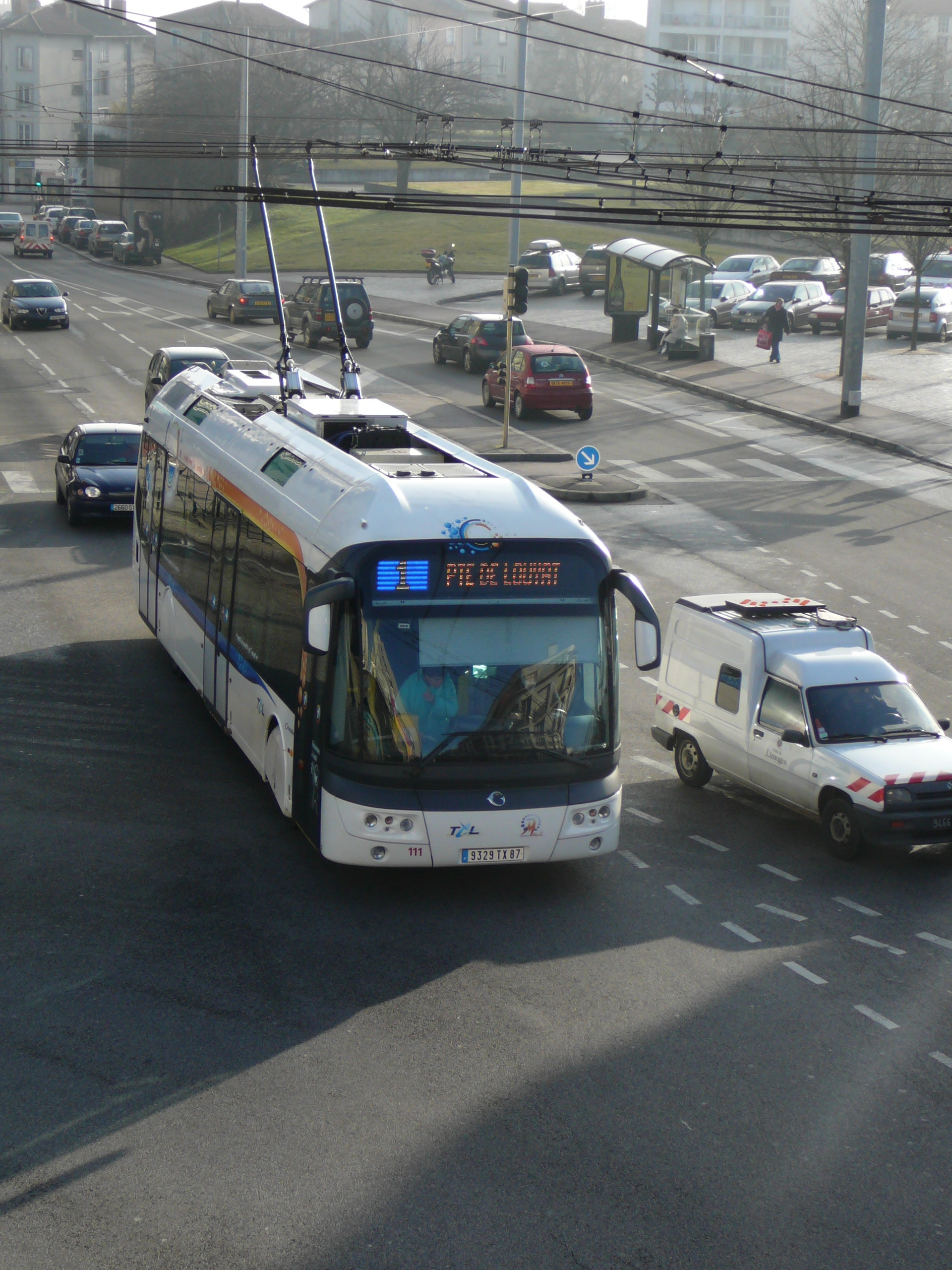
Un Irisbus Cristalis en la línea 1 de Limoges
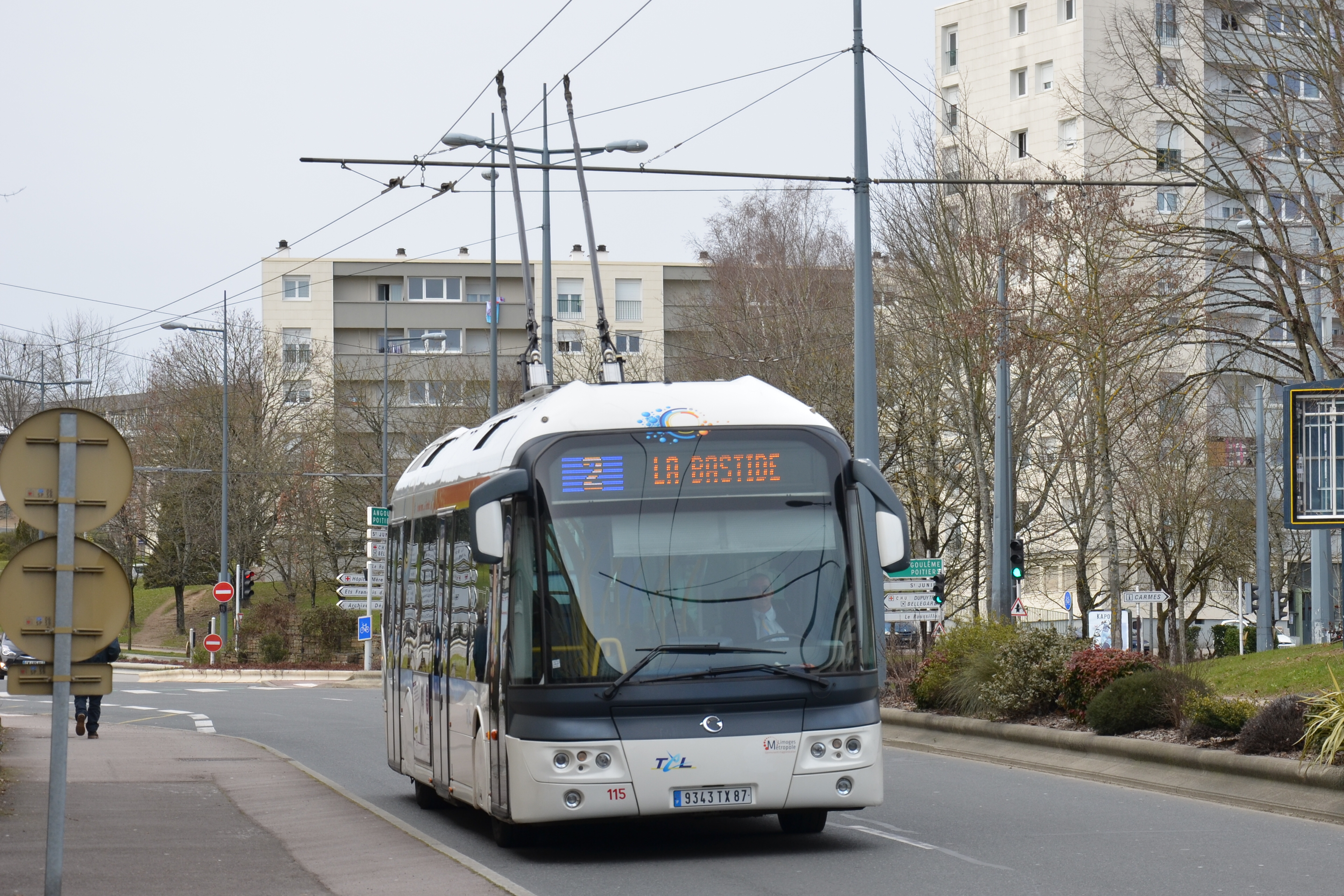
Cristalis ETB12 en la línea 2 de Limoges
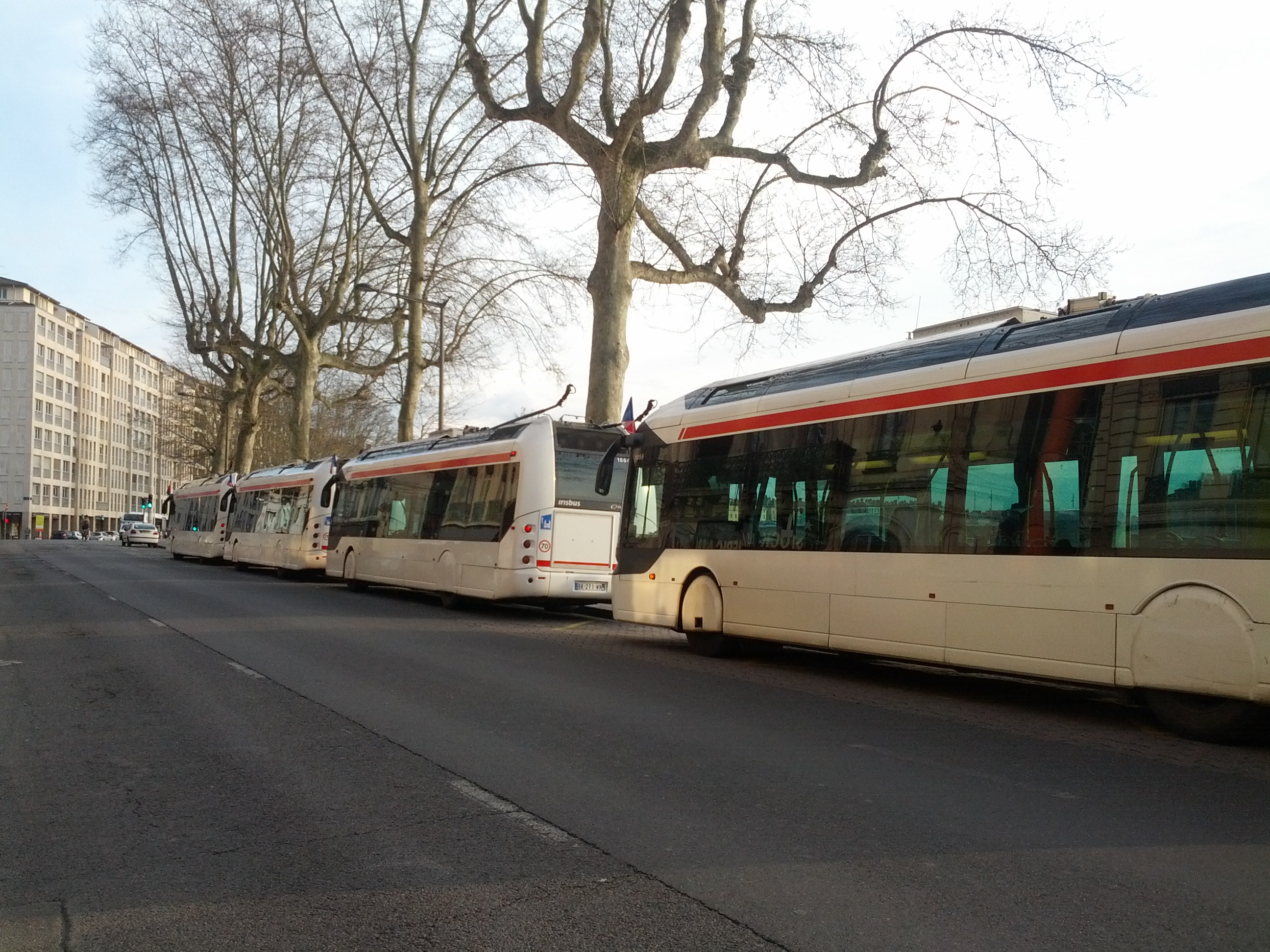
Línea Irisbus Cristalis ETB12 del transporte público de Lyon en el Quai de la Pêcherie (distrito 1)
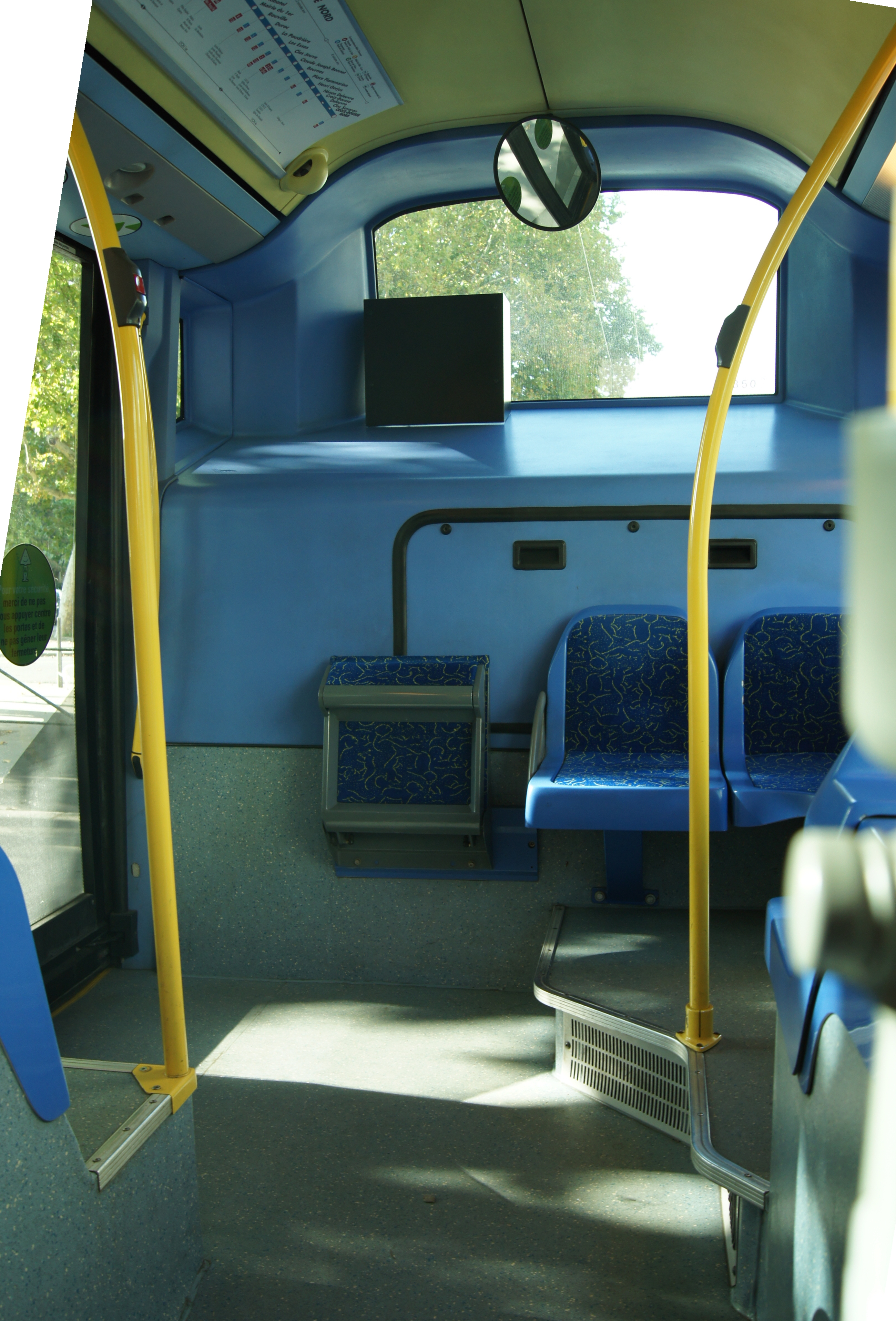
Interior de un ETB 12 de primera generación, en Lyon: vista hacia atrás
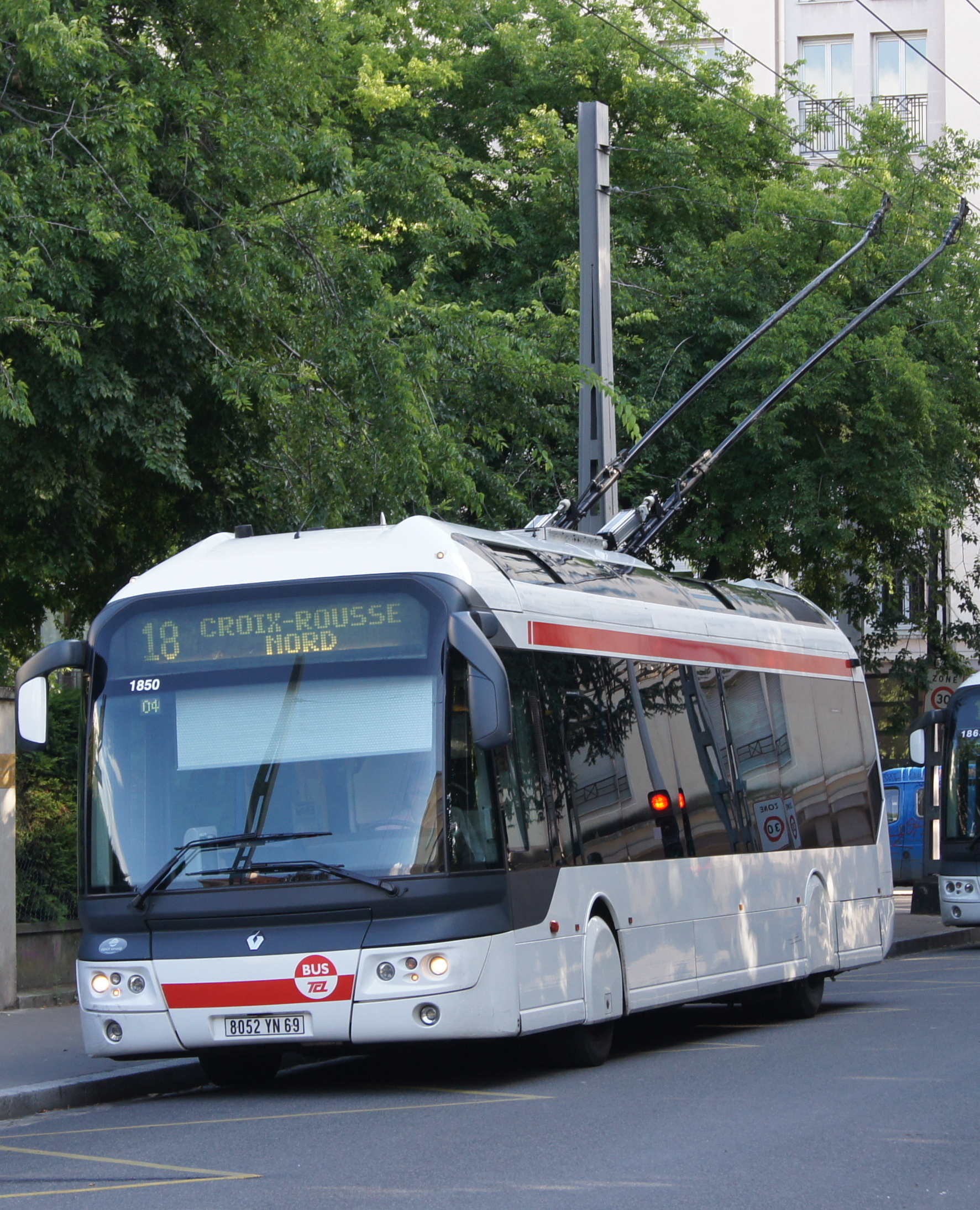
ETB12 en Lyon